# 副總理
副总理或副閣揆，在某些国家是总理的副職，在总理職務出現空缺或擔任總理之人无法行使权力时，副总理可以代理总理职權。例如某國总理突然罹患重病、去世、意外辞职、出國等，副总理直接代行總理之權。有些國家的副總理會兼任閣員或無任所閣員。
副總理不一定只有一人，如中國副總理就有數人，並有排名先後。
在一黨專政的國家，副總理通常也身居黨務要職，如中國副總理（排名第一），身居中共中央政治局常委。
在君主立憲制國家，副總理常被稱為副首相，如日本副首相、英國副首相、西班牙副首相、馬來西亞副首相等。